# Semaine 13
D'après la norme ISO 8601, une semaine débute un lundi et s'achève un dimanche, et une semaine dépend d'une année lorsqu'elle place une majorité de ses sept jours dans l'année en question, soit au moins quatre. Dès lors, la semaine 13 est la semaine du treizième jeudi de l'année. Elle suit la semaine 12 et précède la semaine 14 de la même année.
La semaine 13 est pratiquement toujours la semaine du 29 mars, sauf exceptionnellement, dans le cas d'une année bissextile commençant un jeudi.
Elle commence au plus tôt le 22 mars et au plus tard le 29 mars.
Elle se termine au plus tôt le 28 mars et au plus tard le 4 avril.

## Notations normalisées
La semaine 13 dans son ensemble est notée sous la forme W13 pour abréger.
| Jour de la semaine 13 | Notation |
| --------------------- | -------- |
| Lundi                 | W13-1    |
| Mardi                 | W13-2    |
| Mercredi              | W13-3    |
| Jeudi                 | W13-4    |
| Vendredi              | W13-5    |
| Samedi                | W13-6    |
| Dimanche              | W13-7    |

## Cas de figure
| Cas | Le 31 décembre est… | L'année est une année… | Le treizième jeudi de l'année tombe… | La semaine 13 débute… | La semaine 13 s'achève… | Premier cas après 2008 |
| --- | ------------------- | ---------------------- | ------------------------------------ | --------------------- | ----------------------- | ---------------------- |
| 0   | Un vendredi         | bissextile DC          | Le 25 mars                           | Le lundi 22 mars      | Le dimanche 28 mars     | 2032                   |
| 1   | Un jeudi            | D ou ED                | Le 26 mars                           | Le lundi 23 mars      | Le dimanche 29 mars     | 2009                   |
| 2   | Un mercredi         | E ou FE                | Le 27 mars                           | Le lundi 24 mars      | Le dimanche 30 mars     | 2014                   |
| 3   | Un mardi            | F ou GF                | Le 28 mars                           | Le lundi 25 mars      | Le dimanche 31 mars     | 2013                   |
| 4   | Un lundi            | G ou AG                | Le 29 mars                           | Le lundi 26 mars      | Le dimanche 1er avril   | 2018                   |
| 5   | Un dimanche         | A ou BA                | Le 30 mars                           | Le lundi 27 mars      | Le dimanche 2 avril     | 2017                   |
| 6   | Un samedi           | B ou CB                | Le 31 mars                           | Le lundi 28 mars      | Le dimanche 3 avril     | 2011                   |
| 7   | Un vendredi         | C                      | Le 1er avril                         | Le lundi 29 mars      | Le dimanche 4 avril     | 2010                   |

1. 1 2 3  Dans ce cas, l'année compte une semaine 53.